# Несколько слов о любви
«Несколько слов о любви» (хинди ढ़ाई अक्षर प्रेम के, Dhaai Akshar Prem Ke, досл.: «Два с половиной слова любви») — индийская мелодрама, снятая на языке хинди и вышедшая в прокат 29 сентября 2000 года.

## Сюжет
Офицер Каран едет в отпуск к своей невесте Нише. В пути он знакомится со студенткой колледжа Сахибой, которую преследуют бандиты. Каран помогает ей избавиться от преследователей, но через некоторое время снова встречает её. Девушка пытается совершить самоубийство, но Карану удается ей помешать. Сахиба признается ему, из-за чего решилась на этот шаг. Её отец хотел выдать её замуж и уже договорился с будущим зятем, но Сахиба отказала ему и поставила отца в неловкое положение. За это он выгнал её из дома. Каран вызывается помочь ей и с этой проблемой и сопровождает её до дома. Родственники девушки, увидев её с Караном, принимают его за её мужа. Это несколько смягчает гнев отца. Каран не решается рассказать правду, чтобы не навредить Сахибе, и все больше запутывается в этой игре.

## В ролях
| Актёр          | Роль                                  |
| -------------- | ------------------------------------- |
| Абхишек Баччан | Каран Мальхотра                       |
| Айшварья Рай   | Сахиба Гаревал                        |
| Амриш Пури     | Йогвендра «Йоги» Гаревал, отец Сахибы |
| Анупам Кхер    | Ронак Гаревал, дядя Сахибы            |
| Шакти Капур    | Притам Гаревал                        |
| Сушма Сетх     | мать Йоги                             |
| Хариш Патель   | Шаран Гревал                          |
| Далип Тахил    | Рай Бахадур Таджешвар Сингхал         |
| Нина Кулкарни  | Амрит Гаревал                         |
| Танви Азми     | Симран Гаревал                        |
| Сонали Бендре  | Ниша, возлюбленная Карана             |
| Салман Хан     | водитель грузовика                    |